# Aux armes et cætera (album)
Pour les articles homonymes, voir Aux armes et cætera.
Albums de Serge Gainsbourg
Les Bronzés
(1978) Enregistrement public au Théâtre Le Palace
(1980)
Singles
1. Des laids, des laids / Aux armes et cætera
Sortie : 1979
2. Vieille Canaille / Daisy Temple
Sortie : 1979

Aux armes et cætera est le quatorzième album studio de Serge Gainsbourg, sorti le 13 mars 1979 chez le label Philips. Produit par Philippe Lerichomme et enregistré en douze jours en janvier 1979 au Dynamic Sounds Studio, à Kingston (Jamaïque) avec certains des meilleurs musiciens de reggae de l'île ainsi que les membres des I Threes, choristes de Bob Marley, marque une étape importante dans la carrière du chanteur. À l'époque de l'enregistrement, Gainsbourg avait une vingtaine d'années de métier derrière lui, mais son impact commercial s'avère limité, malgré l'énorme succès public de Je t'aime... moi non plus, en duo avec sa compagne de l'époque, Jane Birkin. En 1978, l'artiste connaît son premier tube personnel en solo avec Sea, Sex and Sun. C'est à l'initiative de son producteur Philippe Lerichomme que Gainsbourg s'est lancé dans la création d'un album reggae. Il s'envole à Kingston afin d'enregistrer ce nouvel opus. Alors que les parties instrumentales et des chœurs sont enregistrés, Gainsbourg peine à trouver l'inspiration pour les textes avant d'y arriver finalement grâce à des textes évoquant la laideur et sa chienne défunte (Des laids, des laids), et la drogue (Brigade des Stups). Il n'hésite pas également à faire des reprises de son répertoire (Marilou Reggae Dub, Javanaise Remake) et d'autres auteurs (Vieille Canaille). Mais c'est la chanson-titre, relecture reggae de l'hymne national français La Marseillaise, qui est le principal succès de cet album.
L'album sort deux mois après l'enregistrement et Gainsbourg commence sa promotion à la télévision. Le scandale causé par la chanson-titre permet à l'album de voir ses ventes décoller en devenant disque d'or l'année de sa sortie, le premier de l'artiste, suivi d'un disque de platine deux ans plus tard. Avec cet album, Gainsbourg a joué un rôle fondateur dans le genre du reggae en France et l'impact d'Aux armes et cætera lui vaut d'être considéré par beaucoup comme l'un de ses chefs-d'œuvre. L'édition française du magazine Rolling Stone a nommé cet album le 50e des 100 plus grand album de rock français. L'enregistrement a marqué la première fois qu'un chanteur blanc a enregistré un album complet influencé par le reggae en Jamaïque, à la suite d'enregistrements précédents d'une seule chanson, que ce soit Paul Simon (Mother and Child Reunion, en 1972) et de Peter Tosh et Mick Jagger ((You Gotta Walk And) Don't Look Back, en 1978). L'énorme succès commercial de l'album incite Gainsbourg à remonter sur scène.

## Genèse

### Contexte

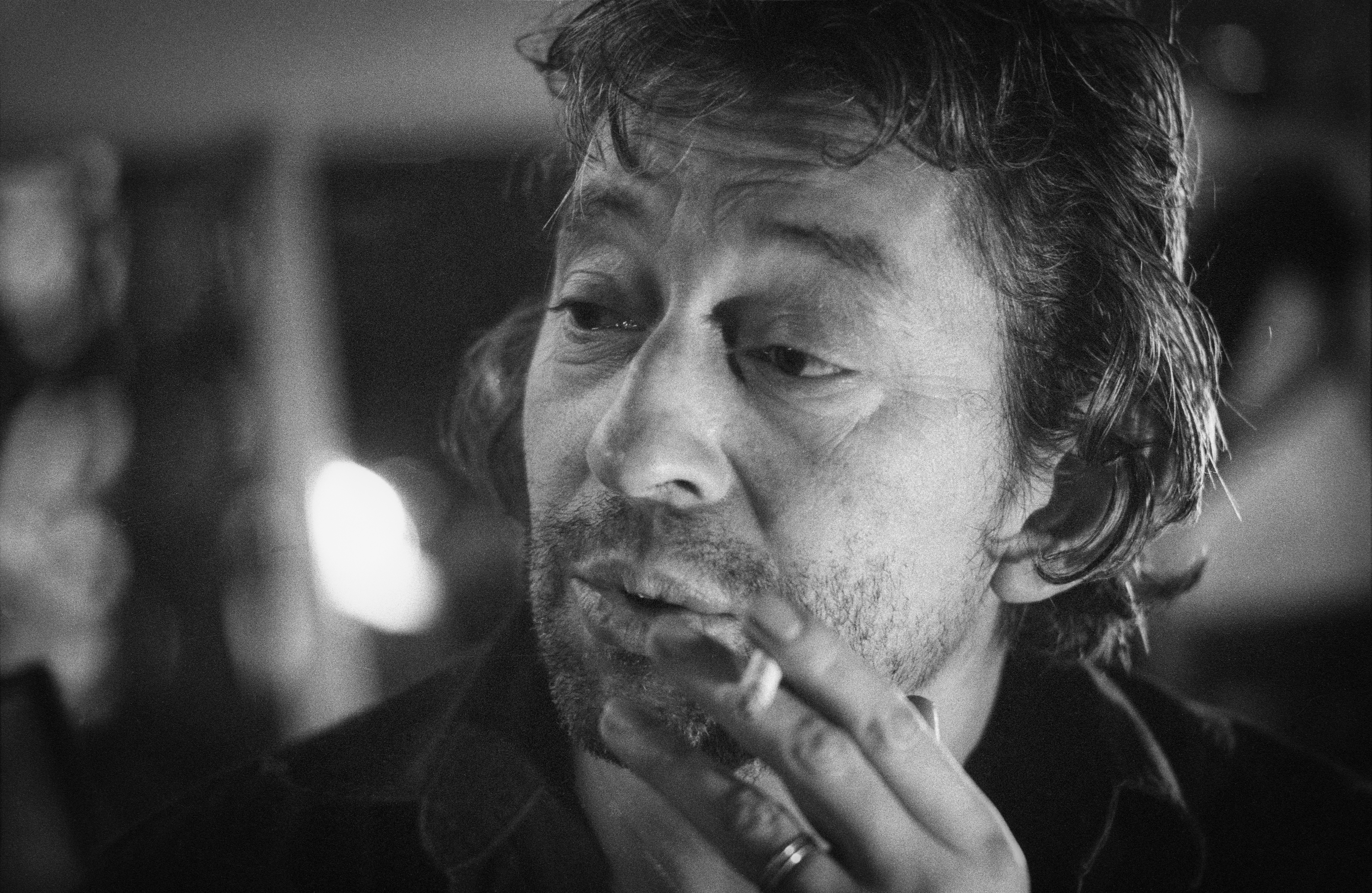
Serge Gainsbourg (ici en 1981).

En 1978, Serge Gainsbourg a cinquante ans et vingt ans de carrière musicale entamée avec l'album Du chant à la une !, qui connaît un échec commercial, malgré le prix de l'Académie Charles-Cros obtenu l'année suivante. Ses débuts sont difficiles et ses albums suivants ne rencontrent toujours pas le succès commercial, comme Gainsbourg Confidentiel, qui ne s'est vendu qu'à 1 500 exemplaires en 1964. Le sérieux flop de Gainsbourg Confidentiel va marquer le chanteur, qui est désormais décidé à « rouler en Rolls » et a entamé un virage commercial. 
C'est en tant qu'auteur-compositeur que Serge Gainsbourg connaît son premier succès international avec Poupée de cire, poupée de son, écrite pour la chanteuse France Gall, qui concourt pour le Concours Eurovision de la chanson 1965 pour le Luxembourg, qu'elle remporte et qui permet à Gainsbourg de toucher une énorme somme de droits d'auteur. Tout en écrivant avec succès pour les autres (Régine, Françoise Hardy...), il connaît son premier tube en tant que chanteur en 1969 avec Je t'aime… moi non plus, en duo avec Jane Birkin, devenue sa compagne, qui avait à l'origine écrite pour l'enregistrer en duo Brigitte Bardot, avec laquelle il a eu une liaison. La version avec Bardot est enregistrée mais le titre ne sortira pas en disque à cause du tollé causé, ce qui poussera Gainsbourg à la reprendre plus tard avec la jeune actrice britannique. Malgré l'énorme scandale causée par le 45 tours, qui connaîtra la censure, Je t'aime... moi non plus remporte un large succès commercial, aussi bien qu'en France qu'à l'international, notamment au Royaume-Uni, où il se classe premier.
Néanmoins, ce triomphe ne se confirme pas pour Gainsbourg puisque ses albums suivants sortis entre 1971 et 1976, Histoire de Melody Nelson, Vu de l'extérieur, Rock Around the Bunker et L'Homme à tête de chou, ne reçoivent qu'un accueil commercial limité malgré un bon accueil critique, notamment pour Melody Nelson. En 1975, Gainsbourg enregistre L'Ami Caouette, qui devient un petit tube en single durant l'été, mais qui le mine en raison du succès d'un tube léger contrairement à ses œuvres sérieuses. De plus, Jane Birkin, avec laquelle il a eu une fille, Charlotte, connaît des réussites cinématographiques et son pygmalion vit mal la notoriété grandissante de sa compagne alors que lui est rejeté par une partie du public et la censure des médias. En 1978, il publie un autre single, la chanson disco Sea, Sex and Sun, devient son premier grand succès personnel en termes de ventes, avec plus de 150 000 exemplaires vendus, mais dont il n'est pas vraiment fier.

### Développement
À l'origine, Serge Gainsbourg pensait faire un album influencé par la mouvance punk et avait même choisi la pochette, une photographie prise par Lord Snowdon, où l'on voit le chanteur au sommet d'une dune dans le désert, qui donnera finalement la pochette d'Aux armes et cætera.

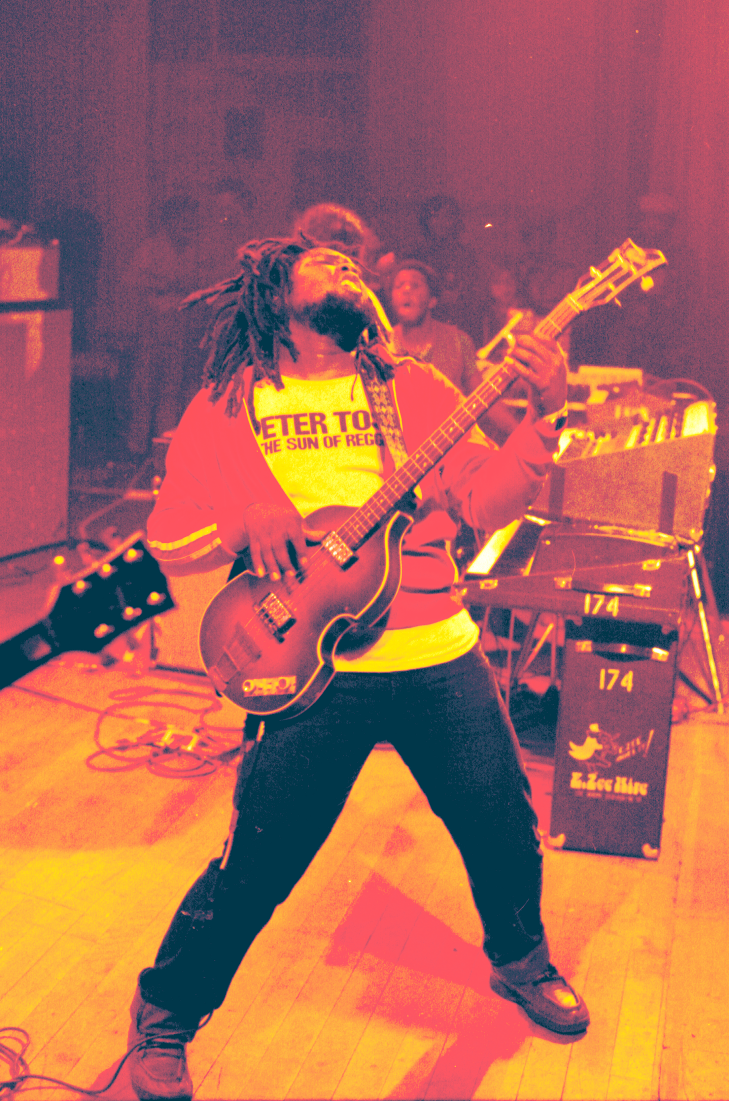
Le bassiste Robbie Shakespeare (ici en 1978).

En septembre 1978, son producteur Philippe Lerichomme a une révélation : un dimanche soir, alors qu'il s'est rendu au Rose Bonbon, sous l'Olympia, pour voir un groupe qui se fait désirer. Lerichomme dira qu'il attendait le groupe « en regardant danser les punks sur la piste, il était entre une heure et deux heures du matin, [sa] soirée était gâchée, [il] écoutai[t] sinistrement la programmation disco, punk et reggae de la boîte », lorsqu'il a eu l'idée de faire du reggae et aller en Jamaïque. Quelque temps plus tard, il appelle Gainsbourg pour lui faire part de son idée ; ce dernier répondra « Banco, on y va ! »,. Ce n'est pas la première fois que Gainsbourg s'était frotté au reggae avec Marilou Reggae, issue de l'album L'Homme à tête de chou, mais là, le prochain album sera enregistré sur les lieux de naissance du reggae. Le duo s'envole à Kingston, en Jamaïque et commence les séances d’enregistrement de l’album aux Dynamic Sounds Studios à Kingston. Afin de trouver les musiciens, Lerichomme trouve et écoute des disques de reggae en import chez un disquaire des Champs-Élysées, puis est aidé par Chris Blackwell, patron du label Island Records, afin de les localiser. 

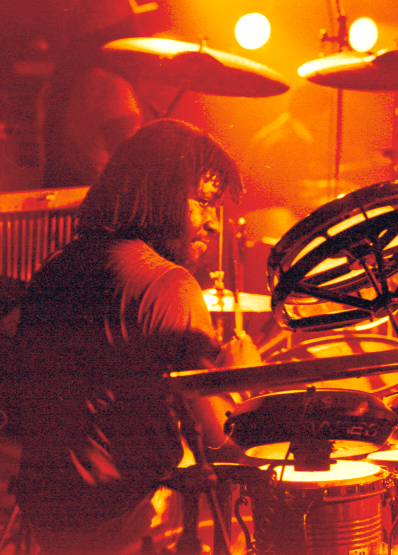
Le batteur Sly Dunbar (ici en 1979).

Avant de partir en Jamaïque, Gainsbourg a des idées de reprises (Vieille Canaille, La Javanaise) ainsi qu'une relecture de La Marseillaise qu'il va rebaptiser Aux Armes et cætera, toutefois aucun texte n'est écrit bien qu'ayant trouvé des titres. À Kingston, il faut cependant intéresser les musiciens à intégrer le projet. Au moment de la production, le bassiste Robbie Shakespaere, était persuadé que Lerichomme était le chanteur et Gainsbourg le producteur, car il était le plus jeune des deux. Deux jours plus tard, Gainsbourg et Lerichomme entrent en studio avec l'ingénieur du son et les musiciens jamaïcains qui, selon le producteur, « se fichaient complètement » du disque et « appliquaient le principe « Take the money and run » ». Le duo est dépaysé par l'atmosphère autour du studio, où ils « apercevait... des chèvres et une carcasse de voiture ». Après un léger malaise, Gainsbourg s'installe au piano et joue des harmonies qui ont impressionné les musiciens jamaïcains. Lorsqu'un des musiciens a cité Je t'aime... moi non plus comme musique française qu'il connaissait, Gainsbourg lui dit « It's me ». L'ambiance détendue du début se transforme et « tout le monde était aux anges », faisant deux jours d'orchestre avec les rythmiques et un jour de chœurs avec les I Threes, trois choristes de Bob Marley. Alors qu'il reste à faire les voix, Gainsbourg peine toujours à faire les textes, mais, épuisé, réussit à écrire les paroles des chansons qui figureront sur l'album. Lerichomme restructure les chansons « qui partaient dans tous les sens » et ont enregistré la partie vocale en studio, jusqu'à deux heures du matin. Le mixage est réalisé le lendemain et le surlendemain, Gainsbourg et Lerichomme rentrent à Paris, avec les musiciens qui ne l'avaient pas quitté, conscients qu'il « se passait quelque chose d'important » sur ce disque accouché dans l'urgence.

## Réception

### Commerciale
Aux armes et cætera sort en disque vinyle 33 tours le 13 mars 1979 et publié par le label Philips, via Phonogram. La pochette recto et verso est une photographie de Lord Snowdon prise en Égypte lors du tournage du film Mort sur le Nil auquel participait Jane Birkin. La pochette intérieure comprend des photographies de Philippe Lerichomme. Un premier 45 tours, Des laids, des laids est publié comme premier extrait avec la chanson-titre en face B. Un deuxième extrait, Vieille Canaille, est publié par la suite. Un single promotionnel contenant Aux armes et cætera avec Lola Rastaquouère en face B est pressé.
Gainsbourg démarre la promotion de l'album en mars 1979 à la télévision dans l'émission Top Club Dimanche. Dans les mois qui suivent, Gainsbourg apparaît dans pas moins de six émissions importantes. L'album se vend à plus de 100 000 exemplaires, ce qui permet à Gainsbourg d'obtenir son premier disque d'or des mains de la direction de Philips,. La chanson-titre, qui connaît la controverse, devient numéro un du hit RTL et se vend à plus de 80 000 exemplaires en single. Par la suite, l'album sera certifié disque de platine pour plus de 400 000 exemplaires vendus en France et disque d'or en Belgique. Il s'agit du premier album de Gainsbourg à bien se vendre en France et de confirmer après le tube Sea, Sex and Sun, paru en 1978.
L'album provoquera un tollé général, surtout pour la chanson-titre, reprise reggae de la Marseillaise devenue entre-temps un tube. Cette chanson provoquera sur scène des échanges d'injures et de provocations verbales de la part d'anciens combattants.
En 1991, l'album a atteint les 650 000 exemplaires vendus.

### Critique
La chanson-titre a été très controversée de par le fait qu'elle reprend l'hymne national français, ce qui fut perçu par certains comme une provocation. Serge Gainsbourg fut ainsi l'objet de plaintes et de menaces de mort émises par des membres de l’extrême droite.
Selon l'édition française du magazine Rolling Stone, cet album est le 50e meilleur album de rock français. L'album est également inclus dans l'ouvrage Philippe Manœuvre présente : Rock français, de Johnny à BB Brunes, 123 albums essentiels.

## Liste des titres de l'album
Toutes les chansons sont écrites et composées par Serge Gainsbourg, sauf mention contraire.
| No  | Titre                             | Paroles                                      | Durée |
| --- | --------------------------------- | -------------------------------------------- | ----- |
| 1.  | Javanaise Remake                  |                                              | 3:05  |
| 2.  | Aux armes et cætera               | Rouget de l'Isle                             | 3:05  |
| 3.  | Les locataires                    |                                              | 2:09  |
| 4.  | Des laids des laids               |                                              | 2:36  |
| 5.  | Brigade des stups                 |                                              | 1:57  |
| 6.  | Vieille Canaille (You Rascal You) | Sam Theard (en), Jacques Plante (adaptation) | 3:02  |
| 7.  | Lola Rastaquouère                 |                                              | 3:40  |
| 8.  | Relax Baby Be Cool                |                                              | 2:30  |
| 9.  | Daisy Temple                      |                                              | 3:53  |
| 10. | Eau et gaz à tous les étages      |                                              | 0:37  |
| 11. | Pas long feu                      |                                              | 2:33  |
| 12. | Marilou Reggae Dub                |                                              | 3:48  |

## Musiciens
- Chœurs : The I Threes (Marcia Griffiths, Rita Marley et Judy Mowatt)
- Basse : Robbie Shakespeare
- Batterie : Sly Dunbar
- Guitare : Michael « Mao » Chung
- Guitare rythmique : Radcliffe « Dougie » Bryan
- Orgue : Ansel Collins
- Percussions : Isiah « Sticky » Thompson
- Piano acoustique : Michael Chung, Robbie Lyn
- Ingénieur son : Geoffrey Chung

## Discographie liée à l’album
- SP (Single Play) = Microsillon 45 tours 2 titres.
- Maxi SP (Maxi Single Playing) = 45 tours/30cm (vinyle), 2 titres
- LP (Long Play) = Microsillon 33 tours/30 cm.
- CD (Compact Disc) = Disque compact.
- CDS (Compact Disc Single) = Disque compact 2 titres.
- K7 (Compact Cassette) = Album sur cassette

### Éditions françaises de 45 tours

#### Disques promotionnels
Destinés à la promotion de l’album, ces disques sont exclusivement distribués dans les médias (presses, radios, télévisions, exploitants de juke box…), et portent la mention « Vente interdite au public ».
- 1979 : SP juke-box Philips / Phonogram (6837 549)[30]

1. Aux armes et cætera (Rouget de Lisle / Gainsbourg)
2. Lola Rastaquouère (Gainsbourg)

- 1979 : SP hors commerce Philips / Phonogram (6830 792)[31]

1. Reggae Medley (Rouget de Lisle / Gainsbourg)
2. Aux armes et cætera (Rouget de Lisle / Gainsbourg)

#### Disques 45 tours (vinyle)
- 1979 : SP Philips / Phonogram (6172 250)[32]

1. Des laids, des laids (Gainsbourg)
2. Aux armes et cætera (Rouget de Lisle / Gainsbourg)

- 1979 : SP Philips / Phonogram (6172 287)[33]

1. Vieille Canaille (Theard - Plante)
2. Daisy Temple (Gainsbourg)

### Éditions étrangères de 45 tours
- Allemagne de l'Ouest 1979, SP Philips (6042 475)[34]

1. Daisy Temple (Gainsbourg)
2. Aux armes et cætera (Rouget de Lisle / Gainsbourg)

- Allemagne de l'Ouest 1979, Maxi SP édition limitée Philips (9198 278)[35]

1. Daisy Temple (Gainsbourg)
2. Aux armes et cætera (Rouget de Lisle / Gainsbourg)

- Canada 1979, SP Philips (6010 150)[36]

1. Lola Rastaquouère (Gainsbourg)
2. Daisy Temple (Gainsbourg)

- Canada 1979, SP Philips (6042 485)[37]

1. Des laids, des laids (Gainsbourg)
2. Aux armes et cætera (Rouget de Lisle / Gainsbourg)

- Espagne 1979, SP Philips  (6042 469)[30]

1. Aux armes et cætera (Rouget de Lisle / Gainsbourg)
2. Lola Rastaquouère (Gainsbourg)

- Pays-Bas 10 juin 1979[38], SP Philips (6042 477),[33]

1. Daisy Temple (Gainsbourg)
2. Vieille Canaille (Theard - Jacques Plante)

- Royaume-Uni 1979 SP Island (WIP 6518)[39]

1. Aux armes et cætera (Rouget de Lisle / Gainsbourg)
2. Daisy Temple (Gainsbourg)

### Album paru sur d'autres supports
- 1979 : K7 Aux armes et cætera, Philips (7102 738)[40]
- Novembre 1983[41] : CD Aux Armes et cætera, Philips (812 824-2) [42]

### Rééditions françaises de l'album
La liste des rééditions ci-dessous ne comprend uniquement que l'album original et non la version double disque paru dans les années 2000 contenant des versions alternatives des chansons.
| - 1989 : LP Aux armes et cætera, Philips (838 495-1) - 1997 : CD Aux armes et cætera, Philips/Mercury (532 077-2) - 2007 : CD Aux armes et cætera, Philips/Mercury (530 118-2) - 2008 : LP Aux armes et cætera, Mercury (9101 218 et 530 854-2) - 2011 : CD Aux armes et cætera, Mercury (277 164-3) - 2012 : LP édition limitée Aux armes et cætera, Universal (Lion-uni-6724) | - 2012 : LP Aux armes et cætera, Mercury (278 967 2) - 2016 : LP Aux armes et cætera, Mercury (537 185-5) - 2021 : LP Aux armes et cætera, Mercury (537 185-5) |

### Éditions étrangères de l'album
- Allemagne de l'Ouest 1979 : LP, Aux armes et cætera, Philips (9120 384)[53]
- Canada 1979 : LP, Aux armes et cætera, Philips (9120-384)[54]
- Italie 1979 : LP, Aux armes et cætera, Philips (9120 384)[55]
- Japon 1979 : LP, Aux armes et cætera, Philips (28PP-44)[56]
- Royaume-Uni 1979 : LP, Aux armes et cætera, Island ( ILPS 9581)[57]

## Classements et certifications
| Classement (1979) | Meilleure place |
| ----------------- | --------------- |
| France (SNEP)     | 1               |

| Classement (2003) | Meilleure place |
| ----------------- | --------------- |
| France (SNEP)     | 29              |

| Pays     | Ventes certifiées | Certification | Date |
| -------- | ----------------- | ------------- | ---- |
| France   | 100 000           | Or            | 1979 |
| France   | 400 000           | Platine       | 1981 |
| Belgique | 10 000            | Or            | —    |